# مميش باشا الشاويش باشي
مميش باشا الشاويش باشي (بالتركية: Çavuşbaşı Memiş Paşa)‏ كان الصدر الأعظم للدولة العثمانية في الفترة ما بين 16 نوفمبر 1808 حتى ديسمبر 1808.